# Maison Oswald
La Maison Oswald (en hongrois : Oswald-ház) est un édifice situé dans le 5e arrondissement de Budapest.